# Merav Michaeli
Merav Michaeli (in ebraico מֵרַב מִיכָאֵלִי‎?; Petah Tiqwa, 24 novembre 1966) è una politica, giornalista e attivista israeliana, dal gennaio 2021 leader del Partito Laburista Israeliano e dal giugno 2021 fino al 2023 Ministra dei trasporti e della sicurezza stradale nel Governo Bennett-Lapid.

## Biografia
Michaeli nacque a Petah Tiqwa da in una famiglia ebrea ungherese. È la nipote di Rudolf Kasztner.
Prima di entrare in politica, è stata giornalista e opinionista per il quotidiano Haaretz. Ha anche tenuto lezioni universitarie e numerose conferenze sui temi del femminismo, dei media e della comunicazione. Nel settembre 2012, ha parlato a TEDxJaffa sul tema del "cambio di paradigma", in cui ha sostenuto che la società dovrebbe "annullare il matrimonio".

### Carriera politica
Nell'ottobre 2012 Michaeli ha annunciato l'adesione al Partito Laburista e di voler partecipare nella lista laburista alle elezioni della Knesset del 2013. Il 29 novembre 2012 ha ottenuto il quinto posto nella lista del Partito Laburista, ed è stata eletta alla Knesset avendo i laburisti ottenuto 15 seggi.
In preparazione delle elezioni generali del 2015, i partiti Laburisti e HaTnuah formarono l'alleanza dell'Unione Sionista. Michaeli ottenne il nono posto nella lista dell'Unione Sionista, e fu eletta alla Knesset in quanto l'Unione ottenne 24 seggi. Poco prima della fine del mandato della Knesset, l'Unione Sionista fu sciolta, con Labutristi e Hatnuah separati nella Knesset. Michaeli è giunta al settimo posto nella lista laburista per le elezioni di aprile 2019, ma ha perso il seggio poiché il Labour è stato ridotto a soli sei seggi. Tuttavia, è tornata alla Knesset nell'agosto 2019 dopo che Stav Shaffir si è dimesso dalla legislatura.

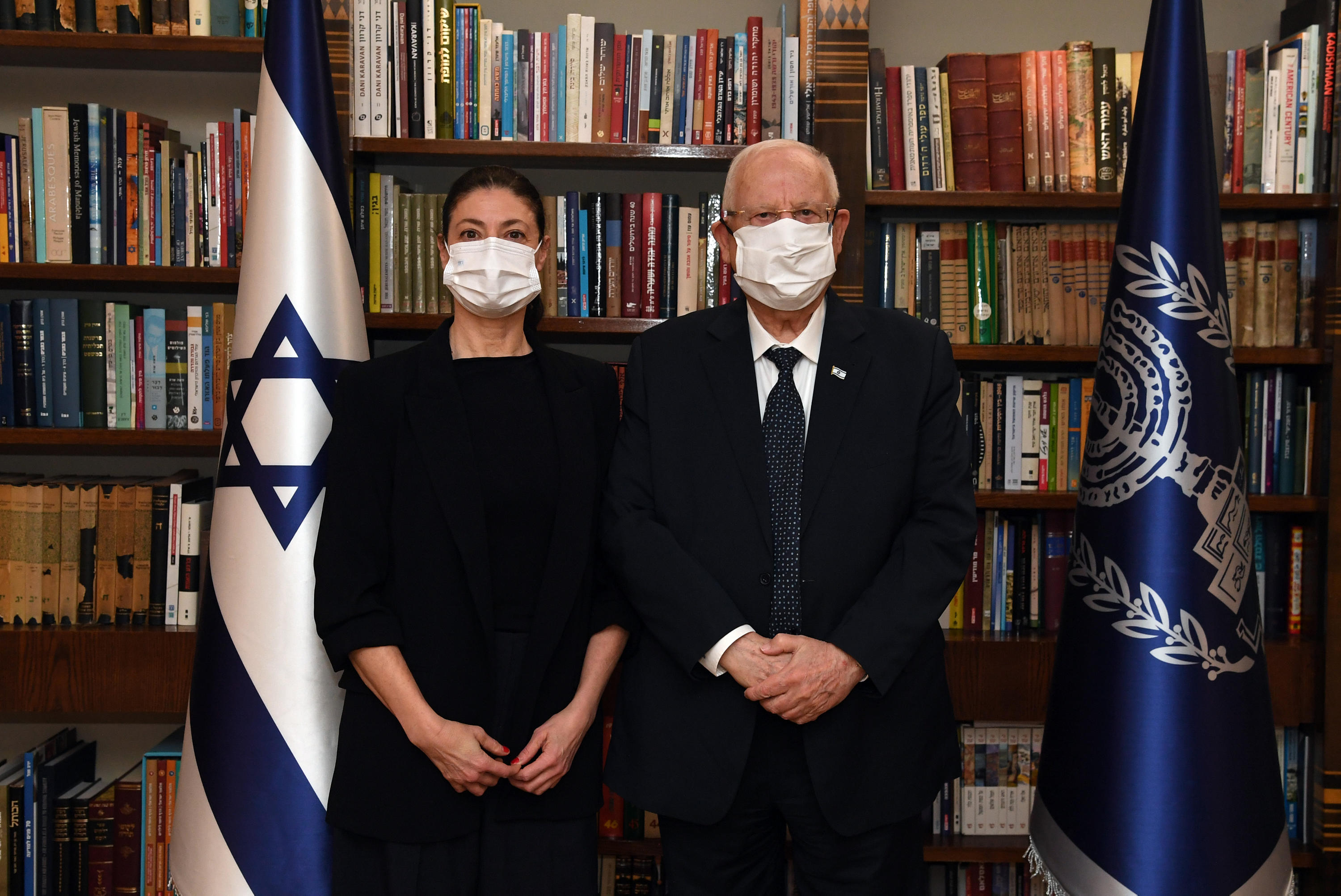
Il presidente Reuven Rivlin incontra Merav Michaeli nel maggio 2021

### Ministro dei trasporti e della sicurezza stradale
È stata eletta alla guida del Partito Laburista Israeliano il 24 gennaio 2021 dopo che il suo predecessore, Amir Peretz, ha annunciato che non si sarebbe ripresentato. Nel giugno 2021 è stata nominata Ministro dei trasporti e della sicurezza stradale nel Governo Bennett-Lapid. Il 31 dicembre 2021 ha annunciato che la stazione centrale degli autobus di Tel Aviv sarebbe stata chiusa entro quattro anni.
Michaeli è stata rieletta leader del Partito laburista israeliano nel luglio 2022.

## Vita privata
Il suo partner è il produttore televisivo, conduttore e comico Lior Schleien. Nell'agosto 2021, ha avuto un figlio, nato negli Stati Uniti, grazie ad una gravidanza surrogata.